# Jemima Horwood
Jemima Horwood (5 de septiembre de 2001) es una deportista de Australia que compite en natación. Ganó una medalla de plata en el Campeonato Mundial Junior de Natación de 2017, en la prueba de 4 × 100 m libre mixto.